# Аноја Супериоре
Аноја Супериоре је насеље у Италији у округу Ређо ди Калабрија, региону Калабрија.
Према процени из 2011. у насељу је живело 1114 становника. Насеље се налази на надморској висини од 262 м.